# Obrubce
Obec Obrubce (německy Wobrubetz) se nachází v okrese Mladá Boleslav, kraj Středočeský. Rozkládá se asi třináct kilometrů východně od Mladé Boleslavi. Žije zde 239 obyvatel.

## Historie
První písemná zmínka o obci pochází z roku 1363.

### Územněsprávní začlenění
Dějiny územněsprávního začleňování zahrnují období od roku 1850 do současnosti. V chronologickém přehledu je uvedena územně administrativní příslušnost obce v roce, kdy ke změně došlo:
- 1850 země česká, kraj Jičín, politický okres Jičín, soudní okres Sobotka[4]
- 1855 země česká, kraj Mladá Boleslav, soudní okres Sobotka[4]
- 1868 země česká, politický okres Jičín, soudní okres Sobotka[4]
- 1939 země česká, Oberlandrat Jičín, politický okres Jičín, soudní okres Sobotka[5]
- 1942 země česká, Oberlandrat Hradec Králové, politický okres Jičín, soudní okres Sobotka[6]
- 1945 země česká, správní okres Jičín, soudní okres Sobotka[7]
- 1949 Liberecký kraj, okres Mnichovo Hradiště[8]
- 1960 Středočeský kraj, okres Mladá Boleslav[9]

### Rok 1932
Ve vsi Obrubce s 476 obyvateli v roce 1932 byly evidovány tyto úřady, živnosti a obchody: poštovní úřad, telegrafní úřad, telefonní úřad, katolický kostel, čalouník, družstvo pro rozvod elektrické energie, 5 hostinců, kolář, 2 kováři, 2 krejčí, rolník, řezník, 2 obchody se smíšeným zbožím, obchod s hospodářskými stroji, švadlena, 3 trafiky, truhlář.

## Pamětihodnosti
- Kostel Nejsvětější Trojice, ve Všeborsku
- Sousoší Nejsvětější Trojice, tamtéž u kostela

## Části obce
- Obrubce
- Obora

Krom uvedených částí k obci přísluší též osada Všeborsko.

## Doprava
Silniční doprava
Obcí prochází silnice I/16 Slaný – Mělník – Mladá Boleslav – Jičín.
Železniční doprava
Železniční Trať 063 Bakov nad Jizerou – Dolní Bousov – (Kopidlno) je jednokolejná regionální trať, doprava byla zahájena roku 1883. Je provozována v úseku Bakov nad Jizerou – Dolní Bousov v pracovních dnech roku 2011 s přepravním zatížením obousměrně 5 osobních vlaků. Na úseku do Kopidlna je od roku 2007 zastavena osobní doprava. Na území obce leží železniční zastávka Obrubce.
Autobusová doprava
Do obce zajížděly v květnu 2011 autobusové linky jedoucí z těchto cílů: Jičín, Libáň, Mladá Boleslav, Mnichovo Hradiště, Sobotka (dopravce TRANSCENTRUM bus, s.r.o.).